# Muhlenbergia glauca
Muhlenbergia glauca là một loài thực vật có hoa trong họ Hòa thảo. Loài này được (Nees) Mez mô tả khoa học đầu tiên năm 1921.